# 高良一輝
高良 一輝（たから かずき、1994年6月25日 - ）は、沖縄県豊見城市出身の元プロ野球選手（投手）。右投右打。

## 経歴

### プロ入り前
豊見城小学校2年生のときに豊見城市ドリームズで野球を始める。小学校6年生から投手。豊見城中学校に進学後は豊見城オーシャンボーイズ、現豊見城ボーイズに所属した。中学3年生の夏には全国大会出場。
高良は興南高校に進学。監督の我喜屋優のもと、練習に励んだ。1年時に興南が春夏連覇を達成したとき、登板機会はなかったが、1年夏からベンチ入りの高良はその瞬間に立ち会った。また、3年春は沖縄県大会準優勝も、3年夏は県大会2回戦で浦添商業高校に敗れた。興南高校の2学年上の先輩に島袋洋奨、1学年上の先輩に大城滉二がいる。
興南高校から九州産業大学に進学。硬式野球部に入部する。1年生の春からベンチ入り。2年春に初勝利を挙げるなど、4勝をマーク。2年生、3年生では全日本大学野球選手権に出場し、2年連続の大学野球選手権8強に貢献。また、2年秋には明治神宮野球大会に出場した。この明治神宮野球大会の出場を決めた2014年10月26日にヤフオクドームで行われた九州大学野球選手権大会決勝では、日本文理大学を相手にノーヒットノーランを達成した。2回に唯一の走者を四球で出すもその走者は併殺、打者27人で終わらせて、10奪三振だった。なお、チーム前回優勝時も榎下陽大が準決勝で名桜大学を相手にノーヒットノーランを達成している。
3年春からエース。3年春には福岡六大学リーグのリーグ戦で3試合連続完封勝利を挙げ、1試合18奪三振を記録するなど5勝0敗、防御率0.31の好成績でMVPに選出される。また3年春・3年秋にはベストナインに選出された。公式戦では2年秋から通算で68イニング無失点、無敵を誇った。3年生の2015年6月9日に東京ドームで行われた全日本大学野球選手権1回戦では、仙台大学を相手に熊原健人と投げ合い2安打1四球完封、毎回の16奪三振。6回2死まで無安打だった。2016年3月16日に行われた福岡ソフトバンクホークスとのプロ・アマ交流戦では、5回打者15人をパーフェクトに抑え、5回完全投球、7奪三振の好投。ソフトバンクの福山龍太郎スカウトは「1軍経験のある選手も振り遅れていた」と高良を評価した。1年春から3年秋までの3年6季の福岡六大学リーグでの通算成績は16勝1敗。
しかし、ソフトバンクとの交流戦の直後、4年春のリーグ戦を前に右脚内転筋を痛めて、戦線離脱をする。そのままリーグ戦には一度も登板できなかった。チームはリーグ優勝し、全日本大学野球選手権に出場したが、そこでの登板も見送られた。九産大の2学年上の先輩に浜田智博がいる。
2016年秋のドラフト会議で北海道日本ハムファイターズから3位で指名を受け、11月10日、九産大で契約金5000万円、年俸900万円で仮契約を結んだ。背番号40。

### 日本ハム時代
2017年から2年間一軍登板はなく、2018年10月5日に戦力外通告を受けた。

### 日本ハム退団後
2019年から、沖縄県名護市に本拠地を置く社会人野球のエナジックに加入してプレーすることとなった。
2020年2月8日に行われたルートインBCリーグのドラフト会議においてオセアン滋賀ブラックスの特別合格選手となる。なお、高良を含む特別合格選手17名はいずれも同日に行われた合同トライアウトの受験を免除されている。11試合に登板したが目立った成績は残せず、10月15日、任意引退が発表された。

## 選手としての特徴・人物
ゆったりとしたテークバックの小さなフォームから投じられるボールは、打者からは球の出どころが見えづらい。最速は148キロながら、制球力が高く、またキレがよいために直球で空振りが取れる。また、大学3年春のリーグ戦前にはスライダーに磨きをかけた。ほかにカーブ、スプリットを武器にして、緩急と角度ある投球をするのが見どころの本格派右腕。

## 詳細情報

### 年度別投手成績
- 一軍公式戦出場なし

### 独立リーグでの投手成績
| 年 度     | 球 団     | 登 板 | 先 発 | 完 投 | 完 封 | 無 四 球 | 勝 利 | 敗 戦 | セ 丨 ブ | ホ 丨 ル ド | 勝 率 | 打 者 | 投 球 回 | 被 安 打 | 被 本 塁 打 | 与 四 球 | 敬 遠 | 与 死 球 | 奪 三 振 | 暴 投 | ボ 丨 ク | 失 点 | 自 責 点 | 防 御 率 | W H I P |
| --------- | --------- | ----- | ----- | ----- | ----- | -------- | ----- | ----- | -------- | ----------- | ----- | ----- | -------- | -------- | ----------- | -------- | ----- | -------- | -------- | ----- | -------- | ----- | -------- | -------- | ------- |
| 2020      | 滋賀      | 11    | 3     | 0     | 0     | 0        | 0     | 3     | 0        | 0           | .000  | 109   | 19.1     | 33       | 0           | 18       | -     | 0        | 11       | 0     | 1        | 24    | 16       | 7.45     | 2.64    |
| 通算：1年 | 通算：1年 | 11    | 3     | 0     | 0     | 0        | 0     | 3     | 0        | 0           | .000  | 109   | 19.1     | 33       | 0           | 18       | -     | 0        | 11       | 0     | 1        | 24    | 16       | 7.45     | 2.64    |

### 背番号
- 40 （2017年 - 2018年）
- 11 （2020年）